# Aldo Tonti
Aldo Tonti (Roma, 2 marzo 1910 – Marino, 7 luglio 1988) è stato un direttore della fotografia italiano.
Ha lavorato in 134 pellicole dal 1935 al 1979 ed ha vinto il Nastro d'argento alla migliore fotografia nel 1961 per Ombre bianche.

## Biografia
Fin da giovane sperimentò l'arte di fotografo ed iniziò la carriera cinematografica nel 1934 e raggiunse l'apice negli anni quaranta, diventando famosissimo con il film Ossessione di Luchino Visconti, inoltre affiancò Totò nel film I pompieri di Viggiù (1949). Negli anni cinquanta Tonti lavorò al fianco di numerosi registi quali Alberto Lattuada, Marcello Pagliero e Roberto Rossellini operando nei film Il bandito, Il delitto di Giovanni Episcopo, Europa '51 e Guerra e pace di King Vidor.

## Filmografia parziale

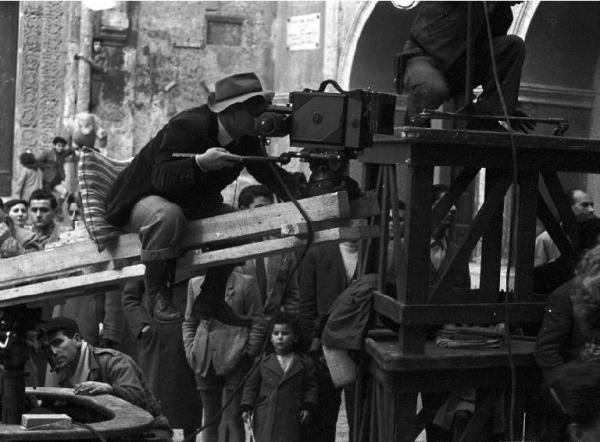
Aldo Tonti durante le riprese de La lupa, fotografia di Federico Patellani

### Cinema
- Odette, regia di Jacques Houssin e Giorgio Zambon (1934)
- Sotto la croce del sud, regia di Guido Brignone (1938)
- Luciano Serra pilota, regia di Goffredo Alessandrini (1938)
- Piccoli naufraghi, regia di Flavio Calzavara (1938)
- L'eredità in corsa, regia di Oreste Biancoli (1939)
- Abuna Messias, regia di Goffredo Alessandrini (1939)
- Diamanti, regia di Corrado D'Errico (1939)
- Sei bambine e il Perseo, regia di Giovacchino Forzano (1939)
- Uragano ai tropici, regia di Gino Talamo Pier Luigi Faraldo (1939)
- Il pirata sono io!, regia di Mario Mattoli (1940)
- Non me lo dire!, regia di Mario Mattoli (1940)
- Voglio vivere così, regia di Mario Mattoli (1941)
- Caravaggio, il pittore maledetto, regia di Goffredo Alessandrini (1941)
- Cuori nella tormenta, regia di Carlo Campogalliani (1941)
- Fari nella nebbia, regia di Gianni Franciolini (1941)
- Il cavaliere di Kruja, regia di Carlo Campogalliani (1941)
- Il cavaliere senza nome, regia di Ferruccio Cerio (1941)
- Nozze di sangue, regia di Goffredo Alessandrini (1941)
- Bengasi, regia di Augusto Genina (1942)
- Il mercante di schiave, regia di Duilio Coletti (1942)
- La statua vivente, regia di Camillo Mastrocinque (1943)
- Ossessione, regia di Luchino Visconti (1943)
- La porta del cielo, regia di Vittorio de Sica (1944)
- L'abito nero da sposa, regia di Luigi Zampa (1945)
- Pian delle stelle, regia di Giorgio Ferroni (1946)
- Abbasso la ricchezza!, regia di Gennaro Righelli (1946)
- Il sole sorge ancora, regia di Aldo Vergano (1946)
- Il delitto di Giovanni Episcopo, regia di Alberto Lattuada (1947)
- Come persi la guerra, regia di Carlo Borghesio (1947)
- Senza pietà, regia di Alberto Lattuada (1948)
- Adamo ed Eva, regia di Mario Mattoli (1949)
- Romanticismo, regia di Clemente Fracassi (1951)
- Europa '51, regia di Roberto Rossellini (1952)
- I due derelitti, regia di Flavio Calzavara (1952)
- La lupa, regia di Alberto Lattuada (1953)
- I sette dell'Orsa maggiore, regia di Duilio Coletti (1953)
- Cento anni d'amore, regia di Lionello De Felice (1954)
- Fortunella, regia di Eduardo De Filippo (1957)
- Le notti di Cabiria, regia di Federico Fellini (1957) con Otello Martelli
- India, regia di Roberto Rossellini (1958)
- Il gobbo, regia di Carlo Lizzani (1960)
- Ombre bianche, regia di Nicholas Ray (1961) con Peter Hennessy
- Agostino, regia di Mauro Bolognini (1962)
- Hong Kong un addio, regia di Gian Luigi Polidoro (1963)
- Il diavolo regia di Gian Luigi Polidoro (1963)
- Su e giù regia di Mino Guerrini (1965)
- Operazione San Gennaro, regia di Dino Risi (1966)
- A... come assassino, regia di Angelo Dorigo (1966)
- Combattenti della notte, regia di Melville Shavelson (1967)
- I giovani tigri, regia di Antonio Leonviola (1967)
- Riflessi in un occhio d'oro, regia di John Huston (1967)
- Probabilità zero, regia di Maurizio Lucidi (1969)
- Brancaleone alle crociate, regia di Mario Monicelli (1970)
- Il debito coniugale, regia di Franco Prosperi (1970)
- Crazy Joe, regia di Carlo Lizzani (1974)
- Due cuori, una cappella, regia di Maurizio Lucidi (1975)
- Quelle strane occasioni, regia di Nanni Loy, Luigi Magni, Luigi Comencini (1976) (episodio Italian superman, regia di Nanni Loy)
- L'Italia s'è rotta, regia di Steno (1976)
- Ashanti, regia di Richard Fleischer (1979)